# 1437
Năm 1437 là một năm trong lịch Julius.